# 柯翠芬
柯翠芬（1957年8月31日—），臺灣作家、編劇，筆名：納蘭真、季云、季荷生。

## 經歷
臺中市出身，東海大學中文系碩士，擔任過輔仁大學夜間部講師。1981年獲得第一屆全國學生文學獎散文獎，1988年獲得時報文學獎優等獎。除了撰寫散文、小說，也擔任漫畫編劇。2002年小說《第七封印》改編的遊戲上市。